# Liste der Universitäten in New Jersey
Liste von Universitäten und Colleges im US-Bundesstaat New Jersey:

## Staatliche Hochschulen
- The College of New Jersey
- Kean University
- Montclair State University
- New Jersey City University
- New Jersey Institute of Technology
- Richard Stockton College of New Jersey
- Rowan University
- Rutgers University
- Thomas Edison State College
- University of Medicine and Dentistry of New Jersey
- William Paterson University

## Private Hochschulen
- Assumption College for Sisters
- Berkeley College
- Bloomfield College
- Caldwell College
- Centenary College
- College of Saint Elizabeth
- Drew University
- Fairleigh Dickinson University
- Felician College
- Georgian Court College
- Monmouth University
- Princeton University
- Ramapo College
- Rider University
- St.-Peter-Universität
- Seton Hall University
- Somerset Christian College
- Stevens Institute of Technology
- Westminster Choir College